# 山田昭男
山田 昭男（やまだ あきお、1931年（昭和6年）10月7日 - 2014年（平成26年）7月30日）は、日本の実業家、演出家。未来工業の創業者。

## 来歴・人物
1931年（昭和6年）、中国上海に生まれる。1948年（昭和23年）、旧制大垣中学校（現在の岐阜県立大垣北高等学校）を卒業。岐阜県を拠点に演劇活動を行い、劇団「未来座」を設立。1965年（昭和40年）、劇団の仲間とともに建設用電設資材メーカーである未来工業を設立し、同社社長となる。1991年（平成3年）には同社を名古屋証券取引所市場第二部へ上場させる。2000年（平成12年）に同社相談役。
若き日の演劇活動の経験から、休日を増やし生産性を向上させる仕組みづくりなど、企業活動でもユニークな方針を打ち出してきたことで知られる。さらにメセナ活動として演劇への市民の招待や、映画制作などを行ってきた。
2014年（平成26年）7月30日に多臓器不全のため岐阜県大垣市の病院で死去。82歳没。

## その他
- 1989年（平成元年）：黄綬褒章受章
- 2001年（平成13年）：勲五等双光旭日章受章

## テレビ出演
- 日経スペシャル カンブリア宮殿 会社は自分のものだ！自ら考え、自ら良くしろ！（2011年1月20日、テレビ東京）[4]

## 書籍

### 著書
- 『楽して、儲ける! 未来工業・山田昭男の型破り経営論！発想と差别化でローテクでも勝てる！』（2004年3月24日、中経出版）ISBN 4806119814  OCLC 169867287
- 『日本でいちばん社員のやる気がある会社』（2010年3月2日、中経出版 中経の文庫）ISBN 4806136409
- 『ドケチ道 - 会社を元気にする「生きたお金」の使い方』（2010年9月29日、東洋経済新報社）ISBN 4492521895  OCLC 668181988
- 『日本一社員がしあわせな会社のヘンな“きまり"』（2011年11月18日、ぱる出版）ISBN 4827206813
- 『ホウレンソウ禁止で1日7時間15分しか働かないから仕事が面白くなる』（2012年8月11日、東洋経済新報社）ISBN 9784492044728
- 『稼ぎたければ、働くな。「日本一幸せな働き方」を大公開！』（2012年11月5日、サンマーク出版）ISBN 9784763132475
- 『毎日4時45分に帰る人がやっているつまらない「常識」59の捨て方』（2013年8月3日、東洋経済新報社）ISBN 9784492045107
- 『常識をひっくり返せばメシの種はいくらでもある 日本一幸せな会社をつくった男のヘンな発想法』（2013年10月3日、こう書房）ISBN 9784769611080
- 『日本一社員がしあわせな会社のヘンな“きまり" 2』（2013年12月2日、ぱる出版）ISBN 4827208344
- 『山田昭男の仕事も人生も面白くなる 働き方バイブル』（2015年6月27日、東洋経済新報社）ISBN 9784492045749

### 関連書籍
- 『山田昭男のリーダー学 「日本一労働時間が短い“超ホワイト企業"は利益率業界一！」』（著者:天外伺朗）（2014年4月24日、講談社 人間性経営学シリーズ）ISBN 9784062189019
- 『超ホワイト企業の源流 未来工業・山田昭男の素顔』（編著:翠幸一郎）（2014年12月1日、かもがわ出版）ISBN 9784780307467